# Prince Kaguya
Prince Kaguya (プリンス・カグヤ lit. El príncipe Kaguya?) es un musical japonés dirigido por Satoru Takii y escrito por Kazuhito Yoneyama, basado en El cuento del cortador de bambú. Fue estrenado el 28 de noviembre de 2015 en el Teatro Hakuhinkan de Tokio, donde sus funciones estuvieron vigentes hasta el 6 de diciembre. Entre el 12 y 13 de diciembre, se llevaron a cabo funciones en el Matsushita IMP Hall, Osaka. Fue protagonizado por Shōta Aoi, Masato Saki, Yūki Fujiwara, Nozomu Masuzawa y Naomi Akimoto. A pesar de estar basado en un cuento clásico, la obra incorpora aspectos de la cultura moderna y el género de Kaguya es cambiado de femenino a masculino.

## Argumento

### Acto 1
El musical comienza con una mujer llamada Aoi huyendo de enemigos que quieren asesinar a su bebé recién nacido, a quien envía a la Tierra en un intento desesperado de proteger. Maru, un anciano cortador de bambú, y su esposa, Akahoshi, encuentran al bebé en un bosque de bambú en medio de la noche y una voz susurrante (Aoi) les dice que su nombre es Kaguya. Sora, un zashiki-warashi que vive en la casa de la pareja de ancianos, actúa como narrador de la historia e introduce a los personajes que criarán a Kaguya. La pareja inicialmente cree que Kaguya es una niña, pero Akahoshi descubre que en realidad es un niño al cambiarle el pañal. Sora entonces les aconseja que a pesar de su género debían criar a Kaguya como una mujer en lugar de un hombre, siguiendo las indicaciones de Aoi para garantizar su seguridad.
Años más tarde, Kaguya se ha convertido en un adolescente de suma belleza y corazón amable. Vive su vida como una mujer, aunque su verdadera naturaleza masculina ocasionalmente sale a la luz, derivando en diversas sátiras cómicas. Kaguya desea hacer algo por la gente de su aldea y, siguiendo la idea de Sora, decide convertirse en un idol usando "Luna" como su nombre artístico, ganando rápidamente numerosos fanáticos. La escena luego cambia a otra en la que un fanático obsesionado con Kaguya intenta asesinarlo, lo que provoca un incendio en el lugar y desencadena los recuerdos de Kaguya cuando era un ser de la Luna. Se revela que Kaguya fue el primer hijo de la segunda esposa del emperador de la Luna, Aoi, y obtuvo el inusual poder de hacer caer rayos y provocar lluvias con su llanto. La primera esposa del emperador, celosa de Aoi, engaña a su marido para que este ordenase asesinar a Kaguya. Sin embargo, Aoi logró escapar y enviar a su hijo a la Tierra, aunque a costa de su propia vida.

### Acto 2
Kaguya logra salvar a todos del fuego usando su poder para convocar a la lluvia y su popularidad aumenta tras arriesgar su vida para salvar al fanático que intentó matarlo. Su fama llega hasta los oídos del Emperador, quien convoca a Kagura para que le recite un haiku (poema corto japonés). En su camino a su encuentro con el Emperador, Kaguya conoce a San (palabra derivante de Sun) un joven hombre noble que intenta suicidarse debido a que acaba de perder a su madre en su camino a la capital. Sin embargo, Kaguya le convence de no hacerlo y San queda cautivado por el deseo de este de querer hacer feliz a los demás. Kaguya realiza el poema mediante un rap y el Emperador queda realmente impresionado, lo que provoca que su fama como Luna suba cada vez más. Numerosos hombres de clase alta se interesan en Kaguya y piden su mano en matrimonio, pero Kaguya les encomienda realizar búsquedas imposibles que inevitablemente todos terminan fallando. San también se une a dichas encomiendas, pero logra llegar al corazón de Kaguya al expresar su deseo de querer hacer feliz a la gente con la ayuda de la voz y canción de Kaguya. San posteriormente se convierte en el "manager" de Kaguya. San y Kaguya emprenden un largo viaje juntos, donde Luna ofrece conciertos en cada lugar que visitan. Kaguya le dice a San que su verdadero nombre es Kaguya (él solo le conocía bajo el nombre de Luna) y ambos comparten el dolor de haber perdido a sus madres, un hecho que los une aún más y ambos comienzan a desarrollar sentimientos románticos por el otro. Sora se da cuenta de ello y se mofa con Kaguya ante su negativa. Mientras tanto, dos de los hombres que fueron rechazados por Kaguya guardan rencor hacia él y tras intentar numerosas cosas logran descubrir los poderes de Luna. Ambos hombres le dicen al Emperador que había sido engañado por Kaguya todo el tiempo, haciéndole enojar y provocando que este ordene a su gente a encontrar y matar a Kaguya. 
Al mismo tiempo, Sora le comunica a Kaguya que Akahoshi ha enfermado gravemente y este insiste en ir a verla sin importar lo peligroso que pueda ser, por lo que con la ayuda de un buen samaritano al que conocen en el camino, Kaguya se "disfraza" como un chico. Al llegar con Akahoshi, esta le dice a Sora que en realidad él es el espíritu de su fallecido hijo y tras expresar el amor que siente por sus dos hijos, Akahoshi muere. Un afligido Kaguya se reencuentra con San, a quien le revela que es un príncipe y su identidad como hombre. San se muestra soprendido, con Kaguya disculpándose por haberle mentido y sosteniendo que entendería si decidía dejar su lado. Antes de que San pueda siquiera responder, son encontrados por el Emperador y sus hombres. Kaguya le insiste a San que huya mientras se ofrece como señuelo y se desprestigia, ante lo cual San se muestra reticente a abandonarlo y niega todas las cosas malas que Kagura ha dicho sobre sí mismo. Ambos posteriormente huyen y caen exhaustos en un bosque, donde Kaguya se da cuenta de que San ha sido herido. Sora aparece y le entrega a Kaguya hierbas para tratar la herida de San, quien se ve incapaz de ver a Sora y le pregunta a Kaguya con quien estaba hablando. Kaguya simplemente le responde que hablaba con su "familia".

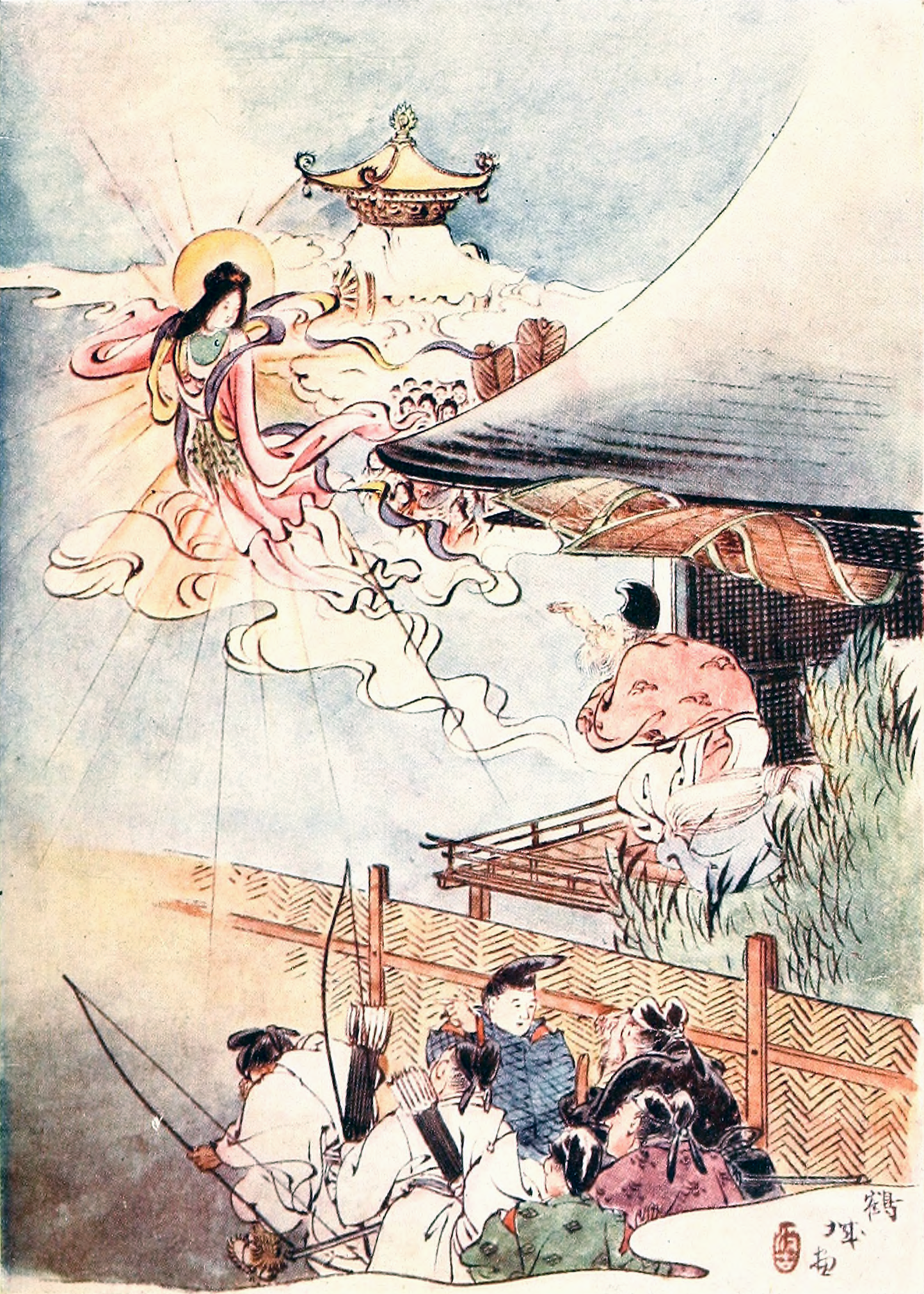
Ilustración que muestra a Kaguya regresando a la Luna.

### Acto 3
Al quedarse a solas con Kaguya, Sora le dice que Maru había muerto y que ahora estaba nuevamente al lado de Akahoshi en el Cielo. Sora también le comunica que él se iría con ellos y se despide para siempre de Kaguya, quien con dolor acepta su decisión. Es entonces cuando Kaguya es sorprendido por los hombres que los perseguían y San viene rápidamente a su rescate. Kaguya detiene a San de atacar a los hombres y le insta una vez más para que huya, con San negándose y aceptando su destino de morir junto a Kaguya. Cuando ambos se preparan para una muerte segura, seres de la Luna descienden y repelen a los hombres, salvando así a Kaguya y San. Los seres celestiales le dicen a Kaguya que debe regresar a donde pertenece puesto que se le necesita. San le ruega a Kaguya que no se marche, puesto que el país y él también le necesitaban; sin embargo, Kaguya ya ha hecho una decisión de ir al país de su madre y sostiene que ese país ya lo tenía a San. Luego de una emocional y dolorosa despedida, San promete esperar el día cuando ambos se reencuentren y estén juntos de nuevo. A su vez, Kaguya expresa su amor hacia San mientras se marcha. El acto termina con San gritando desconsoladamente el nombre de Kaguya hacia la Luna.
En la época actual, un cantante callejero con la apariencia de Kaguya llamado Shōta Aoi canta la canción que este solía cantar, Ai no Uta, pero desalentado debido a que nadie le escuchaba decide marcharse. Es entonces cuando es detenido por un hombre en traje, posiblemente un cazatalentos o mánager, que luce exactamente como San y quien queda cautivado con la canción. El hombre le dice a Aoi que juntos podrían hacer a la gente feliz con su música, ante lo cual un emocional Aoi acepta su proposición de unírsele. La obra termina con Aoi cantando, dando a entender que ambos son Kaguya y San reencarnados en otra vida.

## Elenco
- Shōta Aoi como Kaguya (カグヤ),[3] el protagonista de la obra y príncipe de la Luna. Fue enviado a la Tierra por su madre para su protección, donde fue encontrado por una pareja de ancianos, Maru y Akahoshi, quienes le adoptan y crían como una mujer. Al crecer, Kaguya se convierte en un joven de corazón amable y carácter bondadoso. Shōta Aoi también interpretó el rol de la madre de Kaguya, Aoi, y una versión ficticia de sí mismo dentro de la obra.
- Masato Saki como San (サン),[3] cuyo nombre es también transliterado como Sun, es el deuteragonista de la historia e interés amoroso de Kaguya. Es un joven hombre noble que inicialmente intenta suicidarse tras perder a su madre, pero es detenido por Kaguya, con quien queda cautivado. Posteriormente se une a Kaguya en su deseo de hacer feliz a la gente mediante su canto.
- Yūki Fujiwara como Sora (ソラ),[3] un zashiki-warashi que vive en la casa de la pareja de ancianos. Su personaje actúa como narrador de la obra; solo Kaguya y su familia pueden verlo e interactuar con él. Más adelante, se revela que Sora en realidad es el fallecido hijo de Maru y Akahoshi. Kaguya le ve como un hermano mayor.
- Nozomu Masuzawa como Maru (マル),[3] un anciano cortador de bambú quien encuentra a Kaguya y junto a su esposa, Akahoshi, le adoptan y crían como suyo.
- Naomi Akimoto como Akahoshi (アカホシ),[3] la esposa del cortador de bambú y madre adoptiva de Kaguya. Es una mujer dulce y atenta, pero no tolera que Sora le llame "oba-san" (abuela) y en su lugar prefiere el prefijo de "onee-san" (lit. hermana mayor).

También cuenta con la participación de los actores Bob, Atsushi, Ryō Shigezumi, Takao Sasaki, Kazuya Naraki (quien también actuó como coreógrafo), Shōgo Amō, Ken Hashimoto y Kazushi Takahashi en papeles secundarios.

## Producción
Prince Kaguya comenzó sus actividades oficiales el 28 de noviembre de 2015 en el Teatro Hakuhinkan, Tokio. Dichas funciones estuvieron vigentes hasta el 6 de diciembre, con la excepción del 1 de diciembre que fue día de descanso del elenco. Entre el 12 y 13 de diciembre se realizaron tres funciones en el Matsushita IMP Hall, en Osaka. La producción del musical inició casi dos meses antes y cuenta con la dirección de Satoru Takii y guion de Kazuhito Yoneyama. Las coreografías estuvieron a cargo de Hirokazu Tachibata, Jun y Kazuya Naraki, junto con la instrucción de Taisuke Maruyama para el acto de baile tap. El tema de apertura y cierre es el sencillo Murasaki interpretado por Shōta Aoi.
La obra recibió una acogida mayormente positiva, con Shōta Aoi siendo elogiado por su desempeño como Kaguya. Los boletos se agotaron en el primer día. Una edición en DVD fue lanzada el 26 de febrero de 2016, así como también otras mercancías oficiales.